# Nationales Kundenbarometer
Ein Nationales Kundenbarometer (auch nationaler Kundenzufriedenheitsindex genannt) ist die branchenübergreifende Messung von Zufriedenheit (sowie damit zusammenhängende Fragestellungen) von Unternehmen und Institutionen einer Nation beziehungsweise eines Wirtschaftsraumes mittels periodischer Erhebungen durch eine neutrale Institution. Anhand der Ergebnisse einer solchen Längsschnittstudie können – im Sinne eines Benchmarkings – Unternehmens-, Branchen-, Länder- und Zeitvergleiche angestellt werden.

## Geschichte
Die Überlegung zur Entwicklung eines nationalen Kundenbarometers ist die Annahme der Kundenzufriedenheit als wesentlichen Indikator für die Leistungsfähigkeit eines Unternehmens. Auf diese Weise sollte die wirtschaftliche Bedeutung der Kundenzufriedenheit betont werden. Das 1989 gegründete Schwedisch Customer Satisfaction Barometer (SCSB) ist die erste Umsetzung dieser Überlegung und genießt eine starke Unterstützung in der Bevölkerung und der Wirtschaft. Der Begriff „Barometer“ soll dabei ausrücken, dass sowohl das Niveau als auch Schwankungen in der Kundenzufriedenheit erfasst werden. Das SCSB wurde als Forschungsprojekt von der Universität Michigan und der Schwedischen Post als Hauptsponsor etabliert. Im Rahmen des SCSB werden jährlich etwa 40.000 bis 50.000 Kunden zu einzelnen Branchen befragt, um dadurch aussagekräftige Zufriedenheitsergebnisse zu zahlreichen Branchen zu erhalten.
Weitere wichtige Kundenbarometer, die sich nach dem SCSB etabliert haben, sind der American Customer Satisfaction Index (ACSI), der European Performance Satisfaction Index (EPSI) sowie der Kundenmonitor Deutschland.

## Bedeutung der Kundenzufriedenheit
Die Kundenzufriedenheit hat sich weitgehend als Schlüsselfaktor mit wesentlichem Beitrag zum ökonomischen Erfolg eines Unternehmens etabliert.
Über eine kundenorientierte Unternehmensstrategie kann eine Steigerung der Kundenzufriedenheit erreicht werden. Kundenzufriedenheit beeinflusst wiederum kundenbezogene Verhaltenswirkungen, insbesondere die Kundenbindung, positiv. Die wichtigsten Wirkungen hierbei sind folgende:
- erhöhte Wiederkaufsbereitschaft der Kunden

- Steigerung des Querverkauf-Potentials

- Erhöhung der Preisbereitschaft

- positives Weiterempfehlungsverhalten

- Verringerung der Wechselbereitschaft zu Konkurrenzfirmen

Diese Verhaltenswirkungen ermöglichen schließlich ökonomischen Erfolg.

## Merkmale von Kundenbarometern
Im Rahmen von Kundenbarometern werden jährlich etwa zwischen 10.000 und 100.000 Kunden zu einer Vielzahl an Themenstellungen befragt. Dies kann schriftlich, persönlich oder telefonisch geschehen. Größtenteils wird auf telefonische Befragung gesetzt. Es können Fragen zu Erwartungen an die Leistungen einer Branche oder eines Anbieters sowie zur Erfüllung dieser Erwartungen gestellt werden. Neben der Zufriedenheit wird oft auch der ausschlaggebende Grund für das Zufriedenheitsurteil erfragt. Des Weiteren werden häufig Informationen zu Nachkauferfahrungen, Wiederkauf- und Weiterempfehlungsabsicht, Wechselbarrieren und Preistoleranz, Dauer der Kundenbeziehung sowie dem Beschwerdeverhalten gesammelt.
Kundenbarometer dienen zum Betreiben weitreichender Wirtschaftsanalysen. Das übergeordnete Ziel bildet hierbei der umfassende Nachweis des Zusammenhangs zwischen Kundenzufriedenheit und finanziellen Unternehmenserfolg: Kunden sollen mit dem Kapitalwert eines Unternehmens gleichgesetzt werden. Dafür unterzieht man Erwartung, Zufriedenheit, Kaufverhalten der Kunden einer ausführlichen Betrachtung.
Voraussetzung zur Ableitung konkreter aussagefähiger Daten aus einem Kundenbarometer ist die Verwendung eines passenden realitätsnahen Zufriedenheitsmodells sowie eine exakte Durchführung der empirischen Erhebung. Hierbei ist auf Repräsentativität, Validität, Reliabilität und Prognosefähigkeit der Daten zu achten. Die Fragenkataloge der verschiedenen Barometer variieren oft, da unterschiedliche Ansätze zur Sicherstellung der Gütemerkmale verfolgt werden.

## Vorteile und Einsatzmöglichkeiten

### Vorteile für Unternehmen
Im Rahmen des Kundenbarometers erhalten Unternehmen kostengünstig und einfach Zugang zu kunden-, konkurrenz- und branchenübergreifenden Kennzahlen, welche als Grundlage zur Optimierung der Wettbewerbsfähigkeit von Unternehmen dienen. Die Daten des nationalen Kundenbarometers können als Argumentationsgrundlage bei unternehmensinternen Entscheidungen herangezogen werden. Des Weiteren ermöglichen diese Kenntnisse, besonders die der Kundenerwartungen, eine effiziente Nutzung von Unternehmensressourcen durch Setzen anderer Prioritäten, die an die Wünsche der Kunden angepasst sind. Als Folge ergibt sich auch eine Erhöhung der Kundenorientierung von Branchen und Unternehmen. Negativ bewertete Branchen und Unternehmen werden in Hinblick auf Kundenorientierung sensibilisiert und können ihre Unternehmensstrategie ändern.

### Vorteile für Branchen
Die Auswertung des nationalen Kundenbarometers kann helfen Stärken und Schwächen sowie Chancen und Gefahren von Branchen aufzudecken. Zudem dient es als Grundlage zur Optimierung der Wettbewerbsfähigkeit von Branchen sowie als Grundlage zur Ableitung strategischer Entscheidungen. Branchenvergleiche, welche aus dem Kundenbarometer gezogen werden können, zeigen die Entwicklungstendenzen und Wachstumsmöglichkeiten einzelner Segmente oder Branchen auf und ermöglichen die Findung und effektive Nutzung von Marktlücken.

### Vorteile für Konsumenten
Die Ergebnisse des nationalen Kundenbarometers können als Entscheidungshilfe herangezogen werden, da sie Informationen über die Zufriedenheit anderer Kunden beim Kauf eines Produktes oder dem Erwerb einer Dienstleistung enthalten. Weiterhin vereinfacht das Kundenbarometer die Übermittlung von Erwartungen und Beschwerden an Unternehmen. Die Konsumenten profitieren also von kundenorientierten Unternehmensstrategien und können verbesserte Angebote nutzen.

### Vorteile für Nationale Stellen
Das nationale Kundenbarometer liefert Hinweise auf Handlungsbedarf in Bezug auf wirtschaftspolitische Maßnahmen. Zudem dienen die Zufriedenheitsurteile, die aus einer Analyse des Kundenbarometers hervorgehen, als Kontrolle der öffentlichen Leistungserbringung. Eine Bewertung erfolgt hier durch einen Vergleich öffentlicher Leistungen mit Marktleistungen. Mit den Daten aus dem Kundenbarometer lässt sich die bisherige rein quantitative volkswirtschaftliche Gesamtrechnung um die qualitative Dimension erweitern und gewinnt so an Aussagekraft und Vergleichswert. Zuletzt kann ein Internationaler Vergleich wirtschaftliche Unterschiede aufzeigen und unterschiedliche Handelsentscheidungen sowie strategische Ausrichtungen der einzelnen Nationen begründen.